# Saint-Rémy-la-Varenne
Saint-Rémy-la-Varenne korábbi község Franciaország Loire mente régiójában, Maine-et-Loire megyében. 2016. december 15-én kilenc másik korábbi községgel egyesült és Brissac Loire Aubance új község része lett.
Lakosainak száma 953 fő (2018. január 1.). Saint-Rémy-la-Varenne Blaison-Saint-Sulpice, Chemellier, Coutures, Saint-Georges-des-Sept-Voies, Loire-Authion és Le Thoureil községekkel határos.

## Népesség
A település népessége az elmúlt években az alábbi módon változott:
| Lakosok száma | 614  | 600  | 754  | 727  | 844  | 973  | 975  | 976  | 971  | 953  |
|               | 1968 | 1975 | 1982 | 1990 | 1999 | 2011 | 2013 | 2015 | 2017 | 2018 |